# Nowa Synagoga w Pradze
Nowa Synagoga w Pradze (cz. Nová synagoga, Nová škola) – zbudowana pod koniec 16. stulecia, z inicjatywy rabina Isaaka Wechslera, przy ulicy Josefskéj, dziś Široké.
Synagoga została zburzona w 1898 roku w ramach wielkiej przebudowy Josefova. W późniejszym okresie wybudowano Synagogę Jubileuszową, którą zastąpiła trzy wyburzone bożnice: Nową, Cikána oraz Wielkodworską.